# Обелиск Славы (Великие Луки)
Обелиск Славы — памятник монументального искусства в Великих Луках, объект культурного наследия России. Обелиск из бурого камня высотой 26 м расположен центре города, на левом берегу реки Ловать, на восточном бастионе Великолукской крепости.

## История создания
13 декабря 1942 года начало штурма города войсками 3-й ударной Армии под командованием генерал-лейтенанта Галицкого Кузьмы Никитовича. 17-18 января 1943 года Великолукская операция завершена. В составе 3-й ударной армии участвовал в освобождении города 8-й Эстонский стрелковый корпус. Участвуя в освобождении города зимой 1942-43 года, 8 эстонский стрелковый корпус получил своё первое боевое крещение. Так, в ходе наступательной операции 7-я эстонская дивизия на внутреннем фронте принимала участие в штурме окружённого гарнизона противника, а 249-я эстонская дивизия занимала оборону во втором эшелоне войск внешнего фронта северо-западнее Великих Лук.
Затем эстонский корпус вместе с другими соединениями Советской Армии разгромил гарнизон противника и очистил Великие Луки от разрозненных очагов сопротивления противника. В ходе боёв за город, ими был взят в плен немецкий начальник великолукского гарнизона фон Засс. Славой покрыл себя в боях за город учебный батальон 249-й эстонской дивизии под командованием полковника X. Вирита, задержавший 22—23 декабря 1942 г. в районе деревни Алексейково контратаки войск противника, пытавшегося прорваться в Великие Луки. В этом бою, не отступив ни на шаг, погибли все курсанты 1-й учебной роты этого батальона.
Отлично воевали тогда и артиллеристы Эстонского корпуса: они с коротких дистанций прямой наводкой разрушали долговременные оборонительные сооружения противника в городе и обеспечивали успешное наступление войск. Память бойцов 8 эстонского корпуса увековечена в истории Великих Лук.
По постановлению Совета Министров Эстонской ССР был сооружён Обелиск Славы, символизирующий, по замыслу народного архитектора СССР М. Я. Порта, крепость воинского братства, тот незыблемый факт, что совместными усилиями солдат и офицеров разных национальностей ковалась общая Победа.

## Описание памятника
Общая высота памятника — 26 метров. Он установлен на валу крепости, высота которого превышает 20 метров над уровнем Ловати. Это самая высокая точка города.
Памятник высотой 23 м построен из бурого известняка, привезённого с эстонского острова Саарема. На обелиске установлена 5-конечная звезда высотой 3 м.
На полукруглом постаменте установлены мощные пилоны, несущие высоко взметнувшуюся вверх гранёную колонну, увенчанную пятиконечной звездой. Под мемориальной плитой в основании памятника захоронена урна с прахом неизвестного солдата и братское захоронение павшим за Великие Луки воинам, офицерам и солдатам 26 национальностей. На основании обелиска сделана надпись на русском и эстонском языках.
Текст мемориальной надписи гласит — «Вечная слава Героям, павшим в боях за свободу и независимость нашей Советской Родины!»
«XII.1942-I.1943. В боях за освобождение города участвовали: 8-й эстонский стрелковый корпус, 257 и 357 стрелковые дивизии, 47 механизированная бригада, 13 и 38 танковые полки и 146 отд. танковый батальон. Вечная слава героям, павшим в боях за свободу и независимость нашей Советской Родины!»
Изображением памятника украшен один из бронзовых барельефов на великолукской стеле «Город воинской славы».